# Kalvsnäs

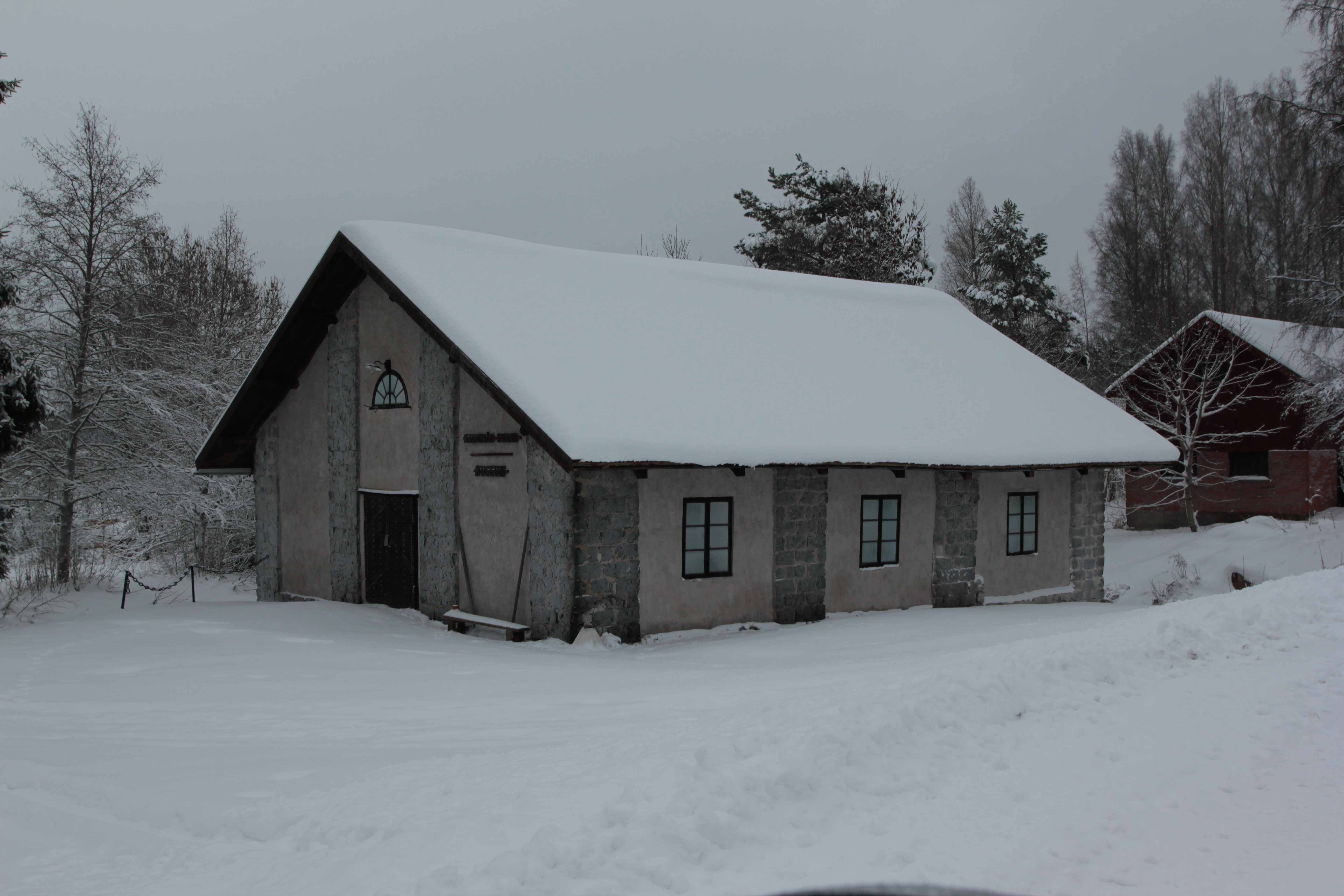
Kalvsnäs kvarn, numera museum

Kalvsnäs är en by i Hofors kommun, mellan Torsåker i Gästrikland och Stjärnsund i Dalarna, tre kilometer från Kratte masugn. Byn har under århundraden livnärt sig på jord- och skogsbruk och järnhantering. I Kalvsnäs finns bland annat en badplats.

## Sjöar
- Dammsjön, Kalvsnäs
- Störst: Sälgsjön